# Cullman County
Cullman County ist ein County im Bundesstaat Alabama der Vereinigten Staaten. Der Verwaltungssitz (County Seat) ist Cullman.

## Geschichte
Anfangs lebten in der isolierten und gebirgigen Region, die kaum für Landwirtschaft mit großen Anbauflächen geeignet war, nur einige wenige verarmte Farmer und illegale Landbesetzer (squatter). Während des Sezessionskriegs war die Gegend Zufluchtsort für Deserteure und unionstreue Südstaatler. Im Frühjahr 1863 fanden einige Scharmützel zwischen General Nathan Bedford Forrest und Unionstruppen unter der Führung von Oberst Abel Streight statt. Cullman County wurde im Wesentlichen in den 1870er Jahren durch Einwanderer aus dem Deutschen Reich besiedelt. Das County wurde am 24. Januar 1877 auf Beschluss der State Legislature gegründet und aus Teilen des Blount, Walker, Morgan und Winston Countys gebildet.
Benannt wurde das County nach Johann G. Cullmann, einem Deutschamerikaner, der in den späten 1860er Jahren nach Amerika ausgewandert war und im Jahr 1870 Alabama erreicht hatte. Auf Vorschlag von Ex-Gouverneur Robert M. Patton hatte er eine Kolonie für deutsche Zuwanderer auf im heutigen County ins Leben gerufen. Dazu hatte er mehr als 100.000 Hektar an der Louisville and Nashville Railroad gelegenes Land erworben. Ab 1873 warb er in seiner deutschsprachigen Zeitung Der Nord Alabama Colonist um Siedler. Zu diesem Zweck verkaufte er mittellosen Einwanderern Land weit unter dem Marktpreis, was die alteingesessenen Bewohner der Region erzürnte und zu einem Mordanschlag auf Cullman führte. Dennoch war sein Projekt erfolgreich und in der nach ihm benannten und 1873 gegründeten Stadt Cullman lebten 1880 1.200 Bürger, wobei allerdings Afroamerikanern verboten war, sich in der Stadt und ihrer Umgebung anzusiedeln. Das Ministerium für Zuwanderung von Alabama fragte angesichts dieser positiven Entwicklung bei Cullman an, ob er nicht einen „Einwanderungsplan“ für den gesamten Bundesstaat entwerfen könnte. Wegen der Verbotsschilder in Cullman, die Schwarzen nach Sonnenuntergang (sundown) den Aufenthalt in der Stadt untersagten, war der Ort lange Zeit als „sundown town“ bekannt.
Die Zuwanderung der Deutschamerikaner und der Anschluss mit einem Bahnhof in Cullman an die Eisenbahnstrecke von Montgomery nach Decatur brachte einen wirtschaftlichen Aufschwung mit sich. Die landwirtschaftliche Produktion nahm zu und diversifizierte sich. Neben Baumwolle wurden Mais, Erdbeeren, Himbeeren, Erbsen und Weintrauben angebaut. Damit einhergehend entstanden Brauereien, Weingüter und Käsereien. Um 1900 existierten im County neben zwei Getreidemühlen, acht dampfbetriebenen Egreniermaschinen und zwölf Sägemühlen mehrere Fabriken, wo Schuhe, Möbel und Eisenbahnwaggons gefertigt wurden. Später kamen als Schwerpunkte des Farmbetriebs Geflügel- und Viehhaltung sowie Süßkartoffeln und Pflanzenzucht hinzu. In den 2010er Jahren war Cullman County das führende in Alabama, was landwirtschaftliche Produktion betrifft, und nahm hier auch national eine Spitzenposition ein. Am 27. April wurde der Südosten Amerikas von einer Tornadoserie getroffen, die landesweit mehr als 250 Todesopfer forderte, zwei davon im Cullman County.

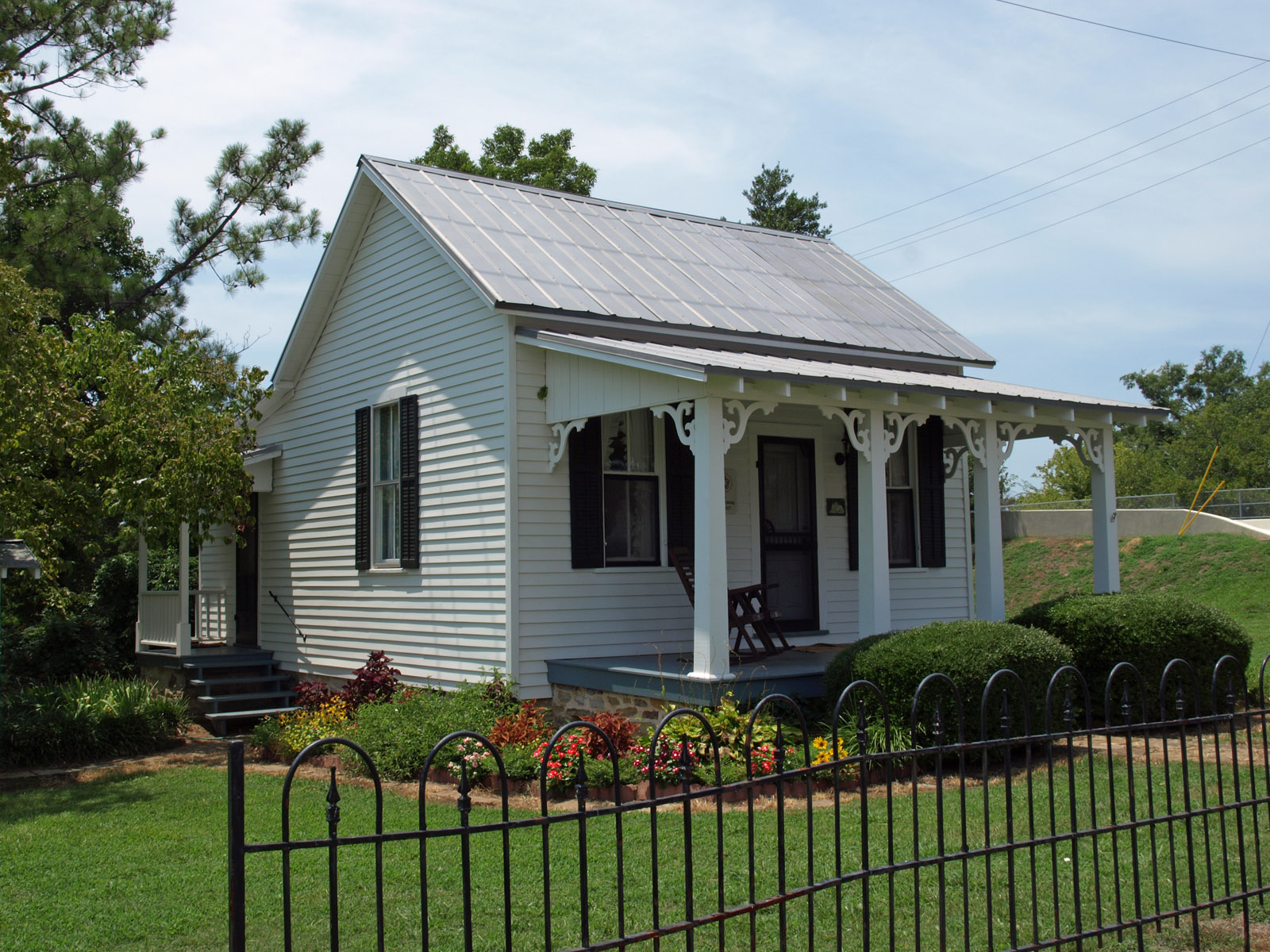
Im Cullman Historic District (2012)

Neun Bauwerke und Stätten im County sind im National Register of Historic Places (NRHP) eingetragen (Stand 1. April 2020), darunter die Ave Maria Grotto, die Crane Hill Masonic Lodge und der Cullman Historic District.

## Geographie
Die Fläche beträgt 1.955 Quadratkilometer, wobei 97,83 % Landfläche und 2,17 % Wasserfläche sind.

## Demographie

Alterspyramide des Cullman County

Nach der Volkszählung im Jahr 2000 lebten im Cullman County 77.483 Menschen. Davon wohnten 998 Personen in Sammelunterkünften, die anderen Einwohner lebten in 30.706 Haushalten und 22.476 Familien. Die Bevölkerungsdichte betrug 41 Einwohner pro Quadratkilometer. Ethnisch betrachtet setzte sich die Bevölkerung zusammen aus 96,81 Prozent Weißen, 0,96 Prozent Afroamerikanern, 0,37 Prozent amerikanischen Ureinwohnern, 0,18 Prozent Asiaten, 0,03 Prozent Bewohnern aus dem pazifischen Inselraum und 0,62 Prozent aus anderen ethnischen Gruppen; 1,03 Prozent stammten von zwei oder mehr Ethnien ab. 2,18 Prozent der Bevölkerung waren spanischer oder lateinamerikanischer Abstammung.
Von den 30.706 Haushalten hatten 32,1 Prozent Kinder und Jugendliche unter 18 Jahren, die bei ihnen lebten. In 60,8 Prozent lebten verheiratete, zusammen lebende Paare, 8,7 Prozent waren allein erziehende Mütter, 26,8 Prozent waren keine Familien, 24,0 Prozent aller Haushalte waren Singlehaushalte und in 10,4 Prozent lebten Menschen im Alter von 65 Jahren oder darüber. Die Durchschnittshaushaltsgröße betrug 2,49 und die durchschnittliche Familiengröße betrug 2,94 Personen.
24,3 Prozent der Bevölkerung waren unter 18 Jahre alt, 8,8 Prozent zwischen 18 und 24, 28,3 Prozent zwischen 25 und 44, 24,0 Prozent zwischen 45 und 64 und 14,6 Prozent waren 65 Jahre oder älter. Das Durchschnittsalter betrug 38 Jahre. Auf 100 weibliche Personen kamen 97,3 männliche Personen und auf Frauen im Alter von 18 Jahren und darüber kamen 94,2 Männer.
Das jährliche Durchschnittseinkommen eines Haushalts betrug 32.256 USD, das Durchschnittseinkommen einer Familie 39.341 USD. Männer hatten ein Durchschnittseinkommen von 30.444 USD, Frauen 20.436 USD. Das Prokopfeinkommen betrug 16.922 USD. 9,5 Prozent der Familien und 13,0 Prozent der Einwohner lebten unterhalb der Armutsgrenze.

## Orte im Cullman County
- Arab
- Ardell
- Arkadelphia
- Baileyton
- Baileytown
- Baldwin
- Battleground
- Berlin
- Bethel
- Birdsong
- Black Bottom
- Bremen
- Brooklyn
- Brushy Pond
- Center Community
- Center Hill
- Centerville
- Central
- Chances Crossroad
- Cold Springs
- Corinth
- Crane Hill
- Cullman
- Dodge City
- Dripping Springs
- Dyers Crossroads
- East Point
- Enon
- Fairview
- Fairview West
- Garden City
- Gold Ridge
- Good Hope
- Grandview
- Guthery Crossroads
- Hanceville
- Holly Pond
- Johnsons Crossing
- Jones Chapel
- Joppa
- Logan
- Longview
- Loretto
- Maple Forks
- Mount View
- Nesmith
- New Canaan
- New Harmony
- New Hope
- North Vinemont
- North Walter
- Phelan
- Pleasant View
- Providence
- River Bend
- Riverside
- Simcoe
- South Vinemont
- Spring Hill
- Steppville
- Sulphur Springs
- The Colony
- Thrasher Crossroads
- Trade
- Trimble
- Union Grove
- Union Hill
- Vinemont
- Walkers Corner
- Walter
- Welti
- Wesoda
- West Point
- White City
- Wilburn